# Aucun autre choix
Pour plus de détails, voir Fiche technique et Distribution.
Aucun autre choix (hangeul : 어쩔수가없다 ; RR : Eojjeolsuga-eobsda ; litt. « Je n'y peux rien ») est un film sud-coréen réalisé par Park Chan-wook et dont la sortie est prévue en 2025.
Il s'agit d'une adaptation du roman américain Le Couperet (The Ax) signé Donald E. Westlake, publié en 1997 et déjà adapté au cinéma français sous le même titre français par Costa-Gavras en 2005,.
Il sera présenté en compétition pour le Lion d'or de la Mostra de Venise 2025.

## Synopsis
Yoo Man-soo, un ancien employé de bureau depuis 25 ans qui a soudain été licencié, cherche à tout prix un nouvel emploi pour protéger sa femme Mi-ri et leurs deux enfants, surtout garder leur maison qu'il avait achetée avec beaucoup de difficulté. Il n'a d'autre choix que de préparer sa propre guerre.

## Fiche technique
Sauf indication contraire ou complémentaire, les informations mentionnées dans cette section peuvent être confirmées par la base de données KMDb
- Titre original : 어쩔수가없다
- Titre international : No Other Choice
- Titre français : Aucun autre choix[10],[11]
- Titre de travail : 엑스[7]
- Réalisation : Park Chan-wook
- Scénario : Lee Ja-hye[1], Lee Kyoung-mi[2], Don McKellar[3] et Park Chan-wook[3], d'après le roman Le Couperet (The Ax) de Donald E. Westlake[6]
- Musique : Jo Yeong-wook[1]
- Décors : Ryu Seong-hie[1]
- Costumes : Kwak Jung-ae[1]
- Photographie : Kim Woo-hyung[1]
- Montage : Kim Sang-bum[1]
- Production : Park Chan-wook[1]
  - Co-production : Costa-Gavras et Michèle Ray-Gavras[3],[12]
- Sociétés de production : CJ ENM Studios et Moho Film[4], en co-production avec KG Productions[3]
- Société de distribution : CJ Entertainment[4] ; ARP Sélection (France)[10],[11]
- Pays de production :  Corée du Sud
- Langue originale : coréen
- Format : couleur — 2,39:1 (CinemaScope)
- Genre : comédie noire, drame, policier, thriller
- Durée : 139 minutes[5]
- Dates de sortie : Dates sujettes à modification
  - Italie : 2025 (Mostra de Venise)
  - Corée du Sud : septembre 2025[13]
  - France : 11 février 2026[10],[11]

## Distribution
- Lee Byung-hun : Yoo Man-soo[9]
- Son Ye-jin : Yoo Mi-ri, épouse de Man-soo[9]
- Park Hee-soon (en) : Choi Seon-chul, chef d'entreprise[9]
- Lee Sung-min (en) : Gu Beom-mo, chômeur[9]
- Yeom Hye-ran : A-ra, épouse de Beom-mo[9]
- Cha Seung-won : Go Si-jo, ennemi de Man-soo[9]
- Yoo Yeon-seok (en) : Oh Jin-ho, dentiste et collègue de Mi-ri[9]
- Yoon Ga-i[14]

## Production

### Genèse et développement
Début septembre 2009, Park Chan-wook est révélé pour sa décision de refaire le film Le Couperet (2005) de Costa-Gavras suivant la proposition de la société française Studiocanal à la fin du mois de mai, après le Festival de Cannes — où il a obtenu le prix du jury pour son film Thirst, ceci est mon sang (박쥐). Le scénario est confié à Lee Kyoung-mi et le tournage aurait lieu à New York (États-Unis).

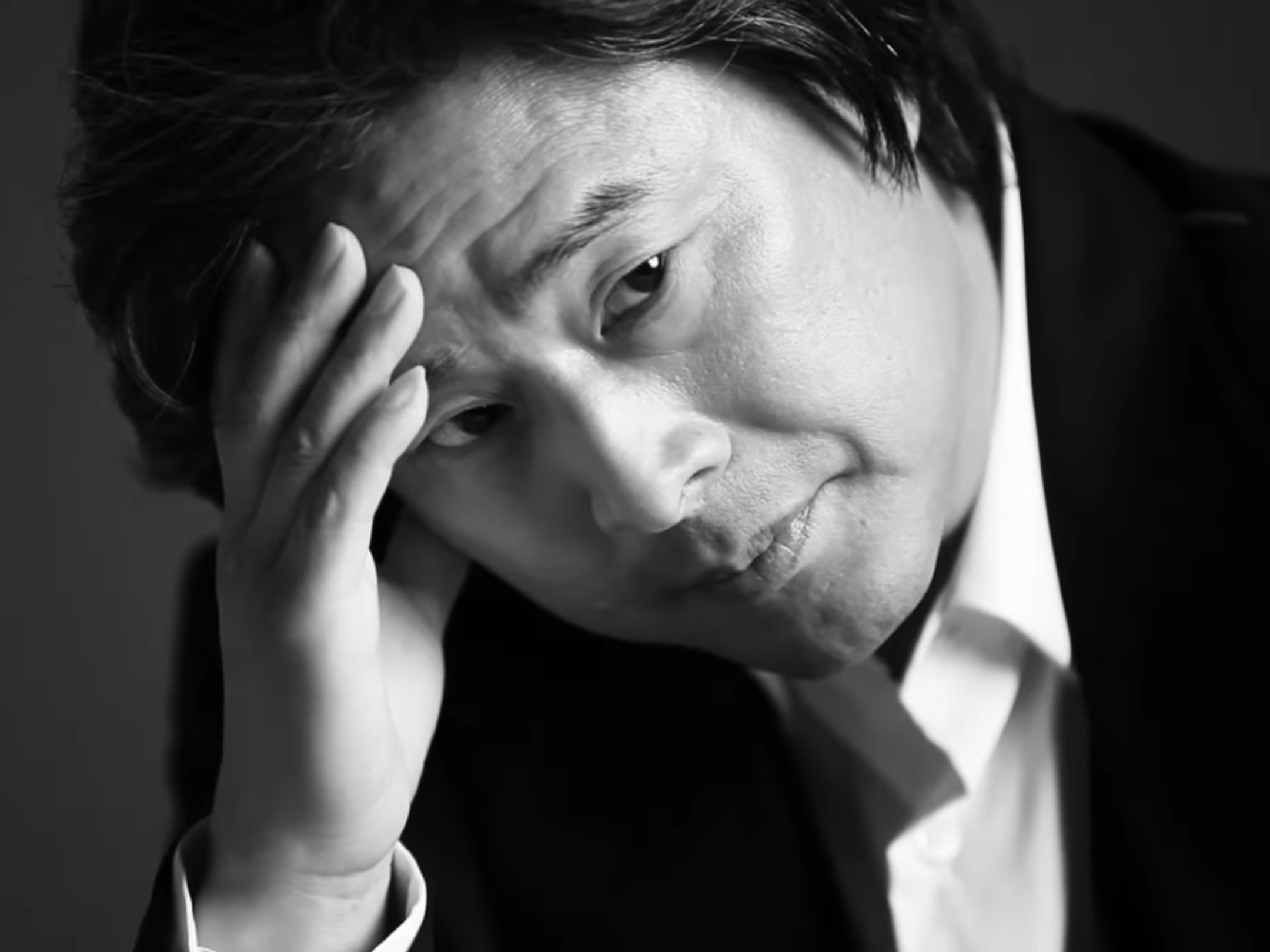
Park Chan-wook en 2013.

Fin mars 2012, il déclare être en train de développer la nouvelle version, notamment chercher des investisseurs, avant de recevoir le scénario Stoker (2013) envoyé depuis Hollywood, mais a l'intention de la reprendre.
Début octobre 2019, lors des échanges avec Costa-Gavras devant le public au Festival international du film de Busan, il annonce avoir l'intention de réaliser une nouvelle version en anglais qui a pour titre provisoire 엑스 comme projet de vie, littéralement « X », et partager son écriture avec Don McKellar sous la production de KG Productions, société de Costa-Gavras et son épouse Michèle Ray-Gavras. Il y précise qu'il voulait adapter le roman Le Couperet (The Ax, 1997) de Donald E. Westlake sans savoir que Costa-Gavras l'avait déjà transposé au grand écran.

« J'ai écrit ce scénario pour la première fois il y a quinze ans. (…) Le titre original était Ax, mais je l'ai modifié par crainte d'un malentendu. Je pense que mentionner « Ax » pourrait faire tout de suite penser à un personnage qui tue des gens avec une hache. Au début, j'ai écrit le scénario en anglais pour en faire un film américain, mais cela n'a pas fonctionné avec le budget de production comme je le souhaitais. Sauf que c'était possible en vidéo à la demande, mais je voulais le faire sortie les salles de cinéma, alors j'ai fini par le produire comme un film sud-coréen. »

— Park Chan-wook
Début avril 2024, le projet se fait à nouveau parler de lui précisant que le titre n'est pas encore confirmé étant donné que le droit de l'auteur n'est pas finalisé. Mi-août, le titre est désormais No Other Choice (어쩔수가없다) et CJ ENM Studios s'associe avec Moho Film.

### Attribution des rôles
|  |

Début avril 2024, Lee Byung-hun retrouve le réalisateur, vingt ans après le court métrage Cut pour le long métrage à sketches Trois Extrêmes (Three... Extremes, 2004), qui lui propose un rôle principal. Son Ye-jin s'est également vue proposer un rôle principal. Début mai, Yeom Hye-ran est proposée à interpréter l'épouse de Lee Sung-min. Mi-mai, Cha Seung-won, Park Hee-soon et Yoon Ga-i sont pressentis.
Mi-août 2024, CJ Entertainment officialise les acteurs Lee Byung-hun, Son Ye-jin, Park Hee-soon, Lee Sung-min, Yeom Hye-ran, Cha Seung-won, Yoo Yeon-seok et Yoon Ga-i.

### Tournage
Le tournage commence le 17 août 2024,. Il prend fin dans la soirée du 15 janvier 2025 à Séoul.

### Postproduction
Début octobre 2024, au CJ Movie Forum, Go Gyeong-beom, directeur de la division cinéma de CJ ENM, déclare que la sortie de No Other Choice est prévue au premier semestre 2025.
Début avril 2025, le film est toujours en phase de postproduction : il n'a pas pu être soumis à la « Sélection officielle » du prochain Festival de Cannes, malgré la date limite d'inscription. En revanche, il a une forte possibilité d'être proposé à cette prochaine Mostra de Venise.
À la mi-avril 2025, en raison de sa postproduction inachevée, l'objectif de sa sortie est désormais annoncé au second semestre-ci. Fin juillet, la date de sortie est annoncée en septembre suivant, accompagnée de l'affiche et la bande-annonce.

## Accueil

### Festival et sortie
Fin juillet 2025, No Other Choice est sélectionné en compétition officielle pour le Lion d'or de la Mostra de Venise.
En France, fin juillet 2025, la société de distribution, ARP Sélection, annonce la date de sortie : le 11 février 2026, sous le titre Aucun autre choix

## Distinctions
Sélection
- Mostra de Venise 2025 : compétition officielle pour le Lion d'or[8]